# Prymasowski Instytut Życia Wewnętrznego

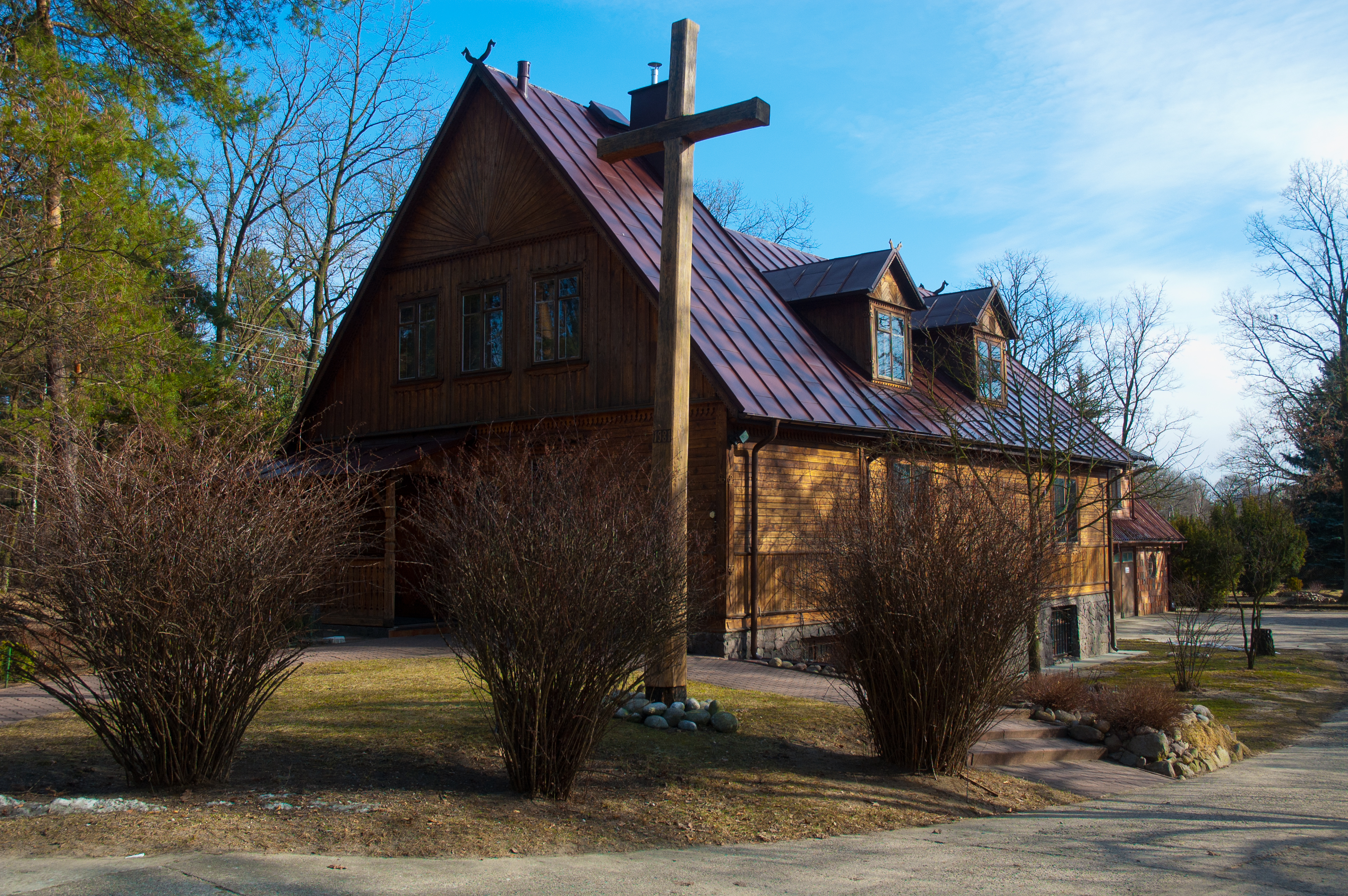
Kaplica prymasowska w Choszczówce

Prymasowski Instytut Życia Wewnętrznego w Warszawie (dawniej Prymasowskie Studium Życia Wewnętrznego) - powstały w 1962 r. z inicjatywy Sługi Bożego prymasa Polski Stefana kardynała Wyszyńskiego (oraz m.in. ks. Antoniego Słomkowskiego i ks. Eugeniusza Werona), instytut badawczo-dydaktyczny zajmujący się kształceniem społeczeństwa w zakresie teologii duchowości. Celem Instytutu jest propagowanie wiedzy z zakresu teologii życia duchowego. Instytut organizuje wykłady, kursy i studia podyplomowe z zakresu rozwoju życia duchowego jak również duchowości nowych ruchów i wspólnot ewangelizacyjnych. Kierownikiem instytutu jest ks. dr Marek Szymula.
Uczestnicy Kursu licencjackiego są jednocześnie studentami Papieskiego Wydziału Teologicznego w Warszawie (Sekcja św. Jana Chrzciciela). Po ukończeniu studiów, przedstawieniu pracy licencjackiej i zdaniu egzaminu licencjackiego uzyskują kościelny stopień licencjata kanonicznego.